# Betty von Rothschild
Betty von Rothschild (Vienna, 5 giugno 1805 – Parigi, 1º settembre 1886) è stata una filantropa austriaca.

## Biografia
Era la figlia di Salomon Mayer von Rothschild, e di sua moglie, Caroline Stern.

## Matrimonio
Sposò, l'11 luglio 1824 a Francoforte sul Meno, lo zio James Mayer de Rothschild (1792-1868), figlio di Mayer Amschel Rothschild, il fondatore della famiglia Rothschild. Ebbero cinque figli:
- Charlotte (1825-1899)
- Alphonse (1827-1905)
- Gustave Samuel (1829-1911)
- Salomon James (1835-1864)
- Edmond (1845-1934)[4]

A Parigi era nota per il suo salone e per il suo patrocinio delle arti. Si assicurò i servizi di Fryderyk Chopin come insegnante di pianoforte alla sua famiglia subito dopo il suo arrivo a Parigi, e commissionò un ritratto a Jean-Auguste-Dominique Ingres nel 1841, anche se non fu completato fino al 1848. Divenne anche amica della regina Maria Amalia di Borbone-Due Sicilie, moglie di Luigi Filippo. Altri che frequentavano il suo salone a Rue Laffitte nel 9º arrondissement di Parigi comprendeva Heinrich Heine, Honoré de Balzac, Gioachino Rossini e i fratelli Goncourt. Dal 1850 lei e James trascorsero del tempo al castello di Ferrières fuori Parigi, che James commissionò a Joseph Paxton, dove venivano spesso organizzati spettacoli spettacolari, tra cui il coro dell'Opéra di Parigi diretto da Rossini.
Pierre Assouline nel suo libro Le portrait, scrive che Betty, che era una protetta dalla regina Maria Amalia, era un'anti-rivoluzionaria, anti-democratica, anti-repubblicana e aveva nostalgia dell'Ancien Régime; odiava Napoleone III e aprì a suo marito le porte di Faubourg Saint-Germain.
Nel 1847 Chopin in senso di riconoscenza dedicò il Valzer Op. 64, N° 2 in do minore alla loro figlia Charlotte.

## Morte
Dopo la morte del marito, trascorreva diversi mesi all'anno a Cannes, dove nel 1881 acquistò e ricostruì la Villa Marie-Thèrese. Insieme al marito creò l'Hôpital Rothschild, a Parigi, aperto nel 1852, originariamente per servire la comunità ebraica. Altre attività includevano la fornitura di alloggi sociali, orfanotrofi, assistenza ai malati di tubercolosi e lo sviluppo dell'Assistance Publique. Ha anche sostenuto iniziative simili a Cannes
Morì il 1º settembre 1886 a château de Boulogne e fu sepolta al Cimitero di Père-Lachaise.